# هلوهووتشیتسه
هلوهووتشیتسه (به چکی: Hlohovčice) یک منطقهٔ مسکونی در جمهوری چک است که در ناحیه دوماژلیتسه واقع شده‌است. هلوهووتشیتسه ۳٫۳۱ کیلومتر مربع مساحت و ۱۹۹ نفر جمعیت دارد و ۴۱۸ متر بالاتر از سطح دریا واقع شده‌است.